# Lynd (Minnesota)
Lynd é uma cidade localizada no estado americano de Minnesota, no Condado de Lyon.

## Demografia
Segundo o censo americano de 2000, a sua população era de 346 habitantes.
Em 2006, foi estimada uma população de 399, um aumento de 53 (15.3%).

## Geografia
De acordo com o United States Census Bureau tem uma área de
1,1 km², dos quais 1,1 km² cobertos por terra e 0,0 km² cobertos por água. Lynd localiza-se a aproximadamente 403 m acima do nível do mar.

## Localidades na vizinhança
O diagrama seguinte representa as localidades num raio de 24 km ao redor de Lynd.